# Gorenjski muzej
Gorenjski muzej je pokrajinski muzej, ki ima glavne razstavne prostore v Kranju, obenem pa še pet dislociranih lokacij po celi Gorenjski.
Modeli dediščine, ki jih zbira, hrani, raziskuje in predstavlja Gorenjski muzej, so namenjeni sodobnim potrebam: bodo naj v oporo pri tvorbi in vzdrževanju regionalne in lokalnih identitet ter v navdih in pomoč za iskanje rešitev sodobnih kulturnih problemov ljudi na Gorenjskem in širše. Svoje poslanstvo gradi na podlagi nosilnih zbirk: arheološke, etnološke, zbirke ljudske umetnosti, starejše, umetnostne, kulturne in novejše zgodovine ter sodobnosti, kabineta slovenske fotografije, likovne ustvarjalnosti Gorenjske in prešerniane. Muzej je usmerjen v nenehno komuniciranje z okoljem - dediščino predstavlja z razstavami, publikacijami, na delavnicah, študijskih krožkih in predavanjih.
V Kranju so razstavni prostori v Mestni hiši in Prešernovi hiši. 

## Mestna hiša
Je eden najpomembnejših kulturnih spomenikov na Slovenskem. Današnjo obliko je dobila z združitvijo dveh stavb: 
- starejši del, ki meji na Poštno ulico, na trg pa se odpira s stebriščno lopo, se prvič omenja v 1. polovici 16. stoletja. V pritličju je tako imenovana stebriščna dvorana, ki služi za občasne muzejske in likovne razstave.
- drugi del, nekdanji plemiški dvorec, pa je lep primer renesančne arhitekture in po svojem nastanku sodi v začetek 17. stoletja. V veži tega dela so bili leta 1965 odkriti in avtentično razstavljeni staroslovanski grobovi in obredno ognjišče iz 9. in 10. stoletja.

## Stalne razstave
V Mestni hiši je na ogled Renesančna dvorana ter tri stalne razstave: dela akademskega kiparja Lojzeta Dolinarja (1893–1970), arheološka razstava Železna nit in etnološka razstava Ljudska umetnost na Gorenjskem. Stalna razstava Železna nit prikazuje razvoj prostora, na katerem danes stoji mesto Kranj, od geoloških obdobij do zgodnjega srednjega veka.
V pritličju je tudi galerija Mestne hiše v Kranju, ki je namenjena občasnim razstavam, mdr. v njej poteka Mednarodni festival likovnih umetnosti, ki ga je zadsnoval Klavdij Tutta.

## Prešernova hiša
Prešernova hiša v Kranju je bila 8. februarja 1964 spremenjena v spominski muzej, saj je pesnik v njej preživel malo več kot zadnji dve leti svojega življenja (1846 do 1849). Ko je Prešeren prišel v Kranj oktobra leta 1846 je najel stanovanje v prvem nadstropju hiše, katere lastnik je bil pivovar Franz Mayer. Hiša sicer datira v drugo polovico 15. in prvo polovico 16. stoletja. 
Prešeren je v Kranju živel s svojo sestro Katro, ki je bila njegova gospodinja, in z nezakonskim sinom Andreja Smoleta, Andrejem Rudolfom, ki je bil njegov pisar. Z originalnim pohištvom sta danes opremljena Prešernova spalnica in njegova odvetniška pisarna.

## Muzej Tomaža Godca
Muzej Tomaža Godca nosi ime po nekdanjem lastniku, izučenem usnjarju, izvrstnem športniku, planincu in turističnem delavcu v Bohinju. Bil je eden izmed organizatorjev t. i. bohinjske vstaje leta 1941 in kot talec ustreljen v Mauthausnu.
V muzeju sta na ogled dve stalni razstavi:  Usnjarski muzej je rekonstrukcija usnjarske obrtne delavnice, ki je bila v hiši do druge svetovne vojne in katere lastnik je bil Tomaž Godec. Mali vojni muzej pa prikazuje čas prve svetovne vojne in sicer severni del Soške fronte od roba Banjške planote do Mrzlega vrha in jugovzhodni del Koroške fronte od Krna do Rombona. Razstavljenih je več kot 1100 različnih eksponatov in dokumentov, ki na svoj edinstven in včasih pretresljiv način opisujejo po eni strani strateški potek bojev po drugi pa življenjsko stisko vojakov, ki so v teh bitkah sodelovali. Razstava govori tudi o vojni propagandi, pomanjkanju surovin, o nastalih socialnih problemih, o vojaško organiziranem frontnem zaledju in o sami fronti.

## Oplenova hiša pod Studorom
Oplenova hiša pod Studorom je muzej bivalne kulture Bohinjcev z začetka 20. stoletja, saj so prostori opremljeni z avtentično opremo zadnjih lastnikov. Je bohinjska domačija stegnjenega tipa, ki pod skupno streho združuje stanovanje in gopodarske prostore. Je ena redkih hiš, v katerih je še mogoče zakuriti na ognjišču črne kuhinje. Stavba je zidana in kombinirana z lesom. Dovoz po mostu na nadhlevski skedenj je splejan mimo stanovanjskega dela, kar je značilna bohinjska posebnost. Stanovanjski del sestavljajo veža s kuhinjo, hiša in kamra, podstrešje in klet. Črno kuhinjo s šipovnikom, ki so ji konzervatorski posegi vrnili prvotno podobo brez dimnika, loči od veže le obok - šipovnik. V njej se tri kurišča: odprto ognjišče, kurišče za peč in zidan kotel za kuhanje prašičje hrane. Tudi danes, kot v prejšnjem stoletju pred dozidavo dimnika, se dim vali pod stropom na podstrešje, šipovnik pa mu določa najnižji nivo. 
Hiša je osrednji bivalni prostor z mizo pod bogkovim kotom, klopmi ter lončeno pečjo z ležiščem nad njo, tako imenovanim pugartom. V prejšnjem stoletju so v zimskem času v hiši tkali. Kamra je bila predvsem spalnica in, kot dokazuje stara listina, tudi prostor za preužitkarje. 
Žito, pridelke, obleko, obutev, orodje in podobno so hranili na podstrehi, tako imenovani ispi, v pregradah in skrinjah. S hišo je bilo v prejšnjem stoletju združeno precej obdelovalne zemlje, o čemer pričajo za tedanje razmere velik hlev, skedenj in posebna shramba za steljo. Zadnji lastniki so posedovali le malo zemlje in več gozda, od živine pa so gojili le po nekaj koz, za katere so na skednju hranili seno in vejnike.
Na skednju je tako kot nekdaj shranjeno kmečko orodje in pripomočki - voz, lojtrnik, krtiči, gnojni koš, orodje za cepljenje skodel in popravljanje lesenih predmetov, brusni kamen... 
Sedanja stavba je bila verjetno zgrajena na začetku 19. stoletja, postavili pa so jo namesto starejše lesene hiše; pri zidavi kletnega stropa so namreč uporabili tram s tremi malimi okenci. Pri arheološkem sondiranju v veži in kuhinji je bilo najdenih več kovancev iz devetnajstega stoletja. Pri obnavljanju je bila najdena darilna vdolbina na spodnjem nosilnem tramu v bogkovem kotu in živalska čeljust v zidu pri stopnicah v klet, ki verjetno predstavlja prvoten način zavarovanja hiše pred nesrečo.
Hiša je bila za javnost odprta leta 1991.

## Planšarski muzej
Planšarski muzej v Stari Fužini se nahaja v opuščeni vaški sirarni. Leta 1883 je bila v Stari Fužini v Bohinju namreč zgrajena sirarna, v kateri so še do leta 1967 izdelovali sir. V muzeju je ohranjena prvotna sirarska delavnica z originalnim sirarskim orodjem, kotli in priborom ter predmeti, ki so jih uporabljali planšarji pri svojem delu v planini. Na ogled je tudi lesen planšarski stan z notranjo opremo s planine Zajamniki iz leta 1849.

## Prešernova rojstna hiša v Vrbi
Najpomembnejši slovenski pesnik, dr. France Prešeren (1800 - 1849), avtor slovenske himne, se je rodil v Vrbi, v hiši, ki urejena v spominski muzej z notranjo opremo iz pesnikovega časa, med katero ima še poseben pomen pesnikova zibelka.

## Finžgarjeva rojstna hiša v Doslovčah
Življenje in delo pisatelja Frana Saleškega Finžgarja (1871 - 1962), avtorja romana Pod svobodnim soncem, je prikazano v njegovi rojstni hiši. Ta nam skupaj z ohranjenim skednjem in kozolcem ponazarja tudi v kakšnem okolju je živel in delal gorenjski kajžar in obrtnik v času pisateljeve mladosti.

## Nagrade in priznanja
- 2014: Valvasorjeva nagrada za stalno razstavo Prelepa Gorenjska v gradu Khislstein[1]